# James Newton (Schauspieler)

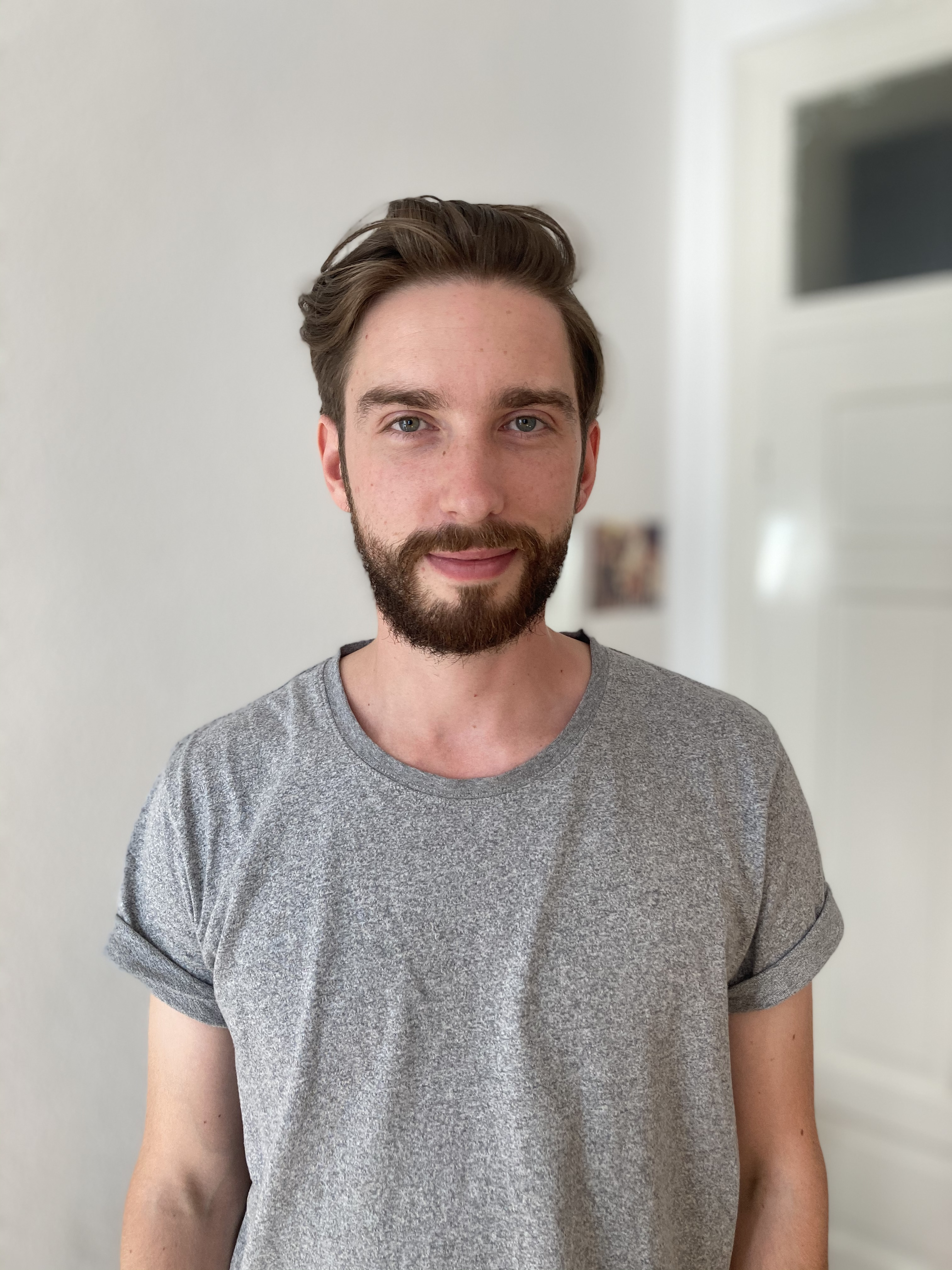
James Newton (2020)

James Newton (* 1992 in München) ist ein deutscher Theater- und Filmschauspieler und Musiker britischer Abstammung.

## Werdegang
Von 2009 bis 2013 wurde Newton an der Bayerischen Theaterakademie August Everding ausgebildet und wirkte bereits während seines Studiums als Schauspieler, Musiker und Tänzer in verschiedenen Produktionen am Münchner Residenztheater, sowie dem Metropoltheater München mit. Er ist Ensemblemitglied des Metropoltheaters. Die Produktion "Ach, diese Lücke, diese entsetzliche Lücke" wurde 2019 mit dem Monica-Bleibtreu-Preis ausgezeichnet. Neben seiner Theaterarbeit nahm Newton an verschiedenen Fernsehproduktionen teil. Sein Kinodebüt gab er 2018 als Bene in der Komödie Feierabendbier, 2022 spielte er im Eberhoferkrimi Guglhupfgeschwader mit. 2021 veröffentlichte Newton sein Debütalbum "Heartland". Ab 2021 spielte er gemeinsam mit seinem aus Liverpool stammenden Vater Phil Newton die Beatles-Hommage "Two of us - Eine Verneigung vor Lennon/McCartney" im Münchner Metropoltheater.

## Filmografie

### Kurzfilme
- 2024: Leben, Lachen, Leck mich!
- 2024: Increata
- 2021: Max und Anna
- 2017: Besuch von Tante Elfi

### Kinofilme
- 2022: Guglhupfgeschwader
- 2018: Feierabendbier

### Fernsehen (Auswahl)
- 2024: Die Chefin
- 2024: Lena Lorenz
- 2021: Hubert ohne Staller
- 2013: Aktenzeichen XY ... ungelöst
- 2011: Dahoam is Dahoam